# Yonne (flod)

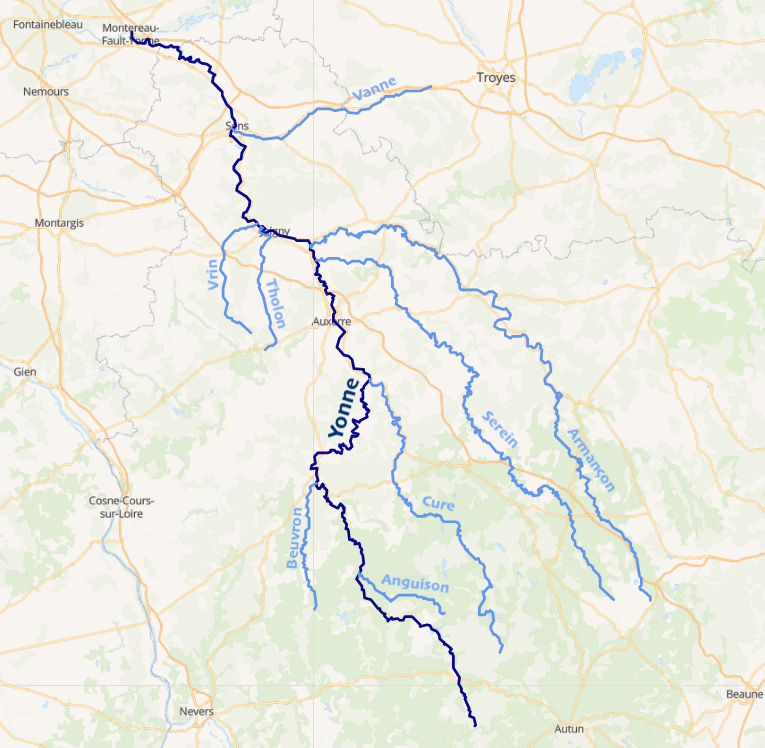
Karta

Yonne  (franskt uttal: jɔn) är en flod i Frankrike. Den är en biflod från sydost (vänster) till Seine. Den är 292 km lång. Floden har gett sitt namn till departementet Yonne, som den flyter igenom. Den har sin upprinnelse i departementet Nièvre, närmare bestämt i bergsområdet Morvan, nära Château-Chinon (Ville). Den rinner ut i Seine i Montereau-Fault-Yonne. 
Yonne flyter genom följande departement och städer: 
- Nièvre: Château-Chinon (Ville), Clamecy
- Yonne: Auxerre, Migennes, Joigny, Villeneuve-sur-Yonne, Sens
- Seine-et-Marne: Montereau-Fault-Yonne

De största biflödena till Yonne är Vanne, Armançon, Serein och Cure.

## Sjöfart

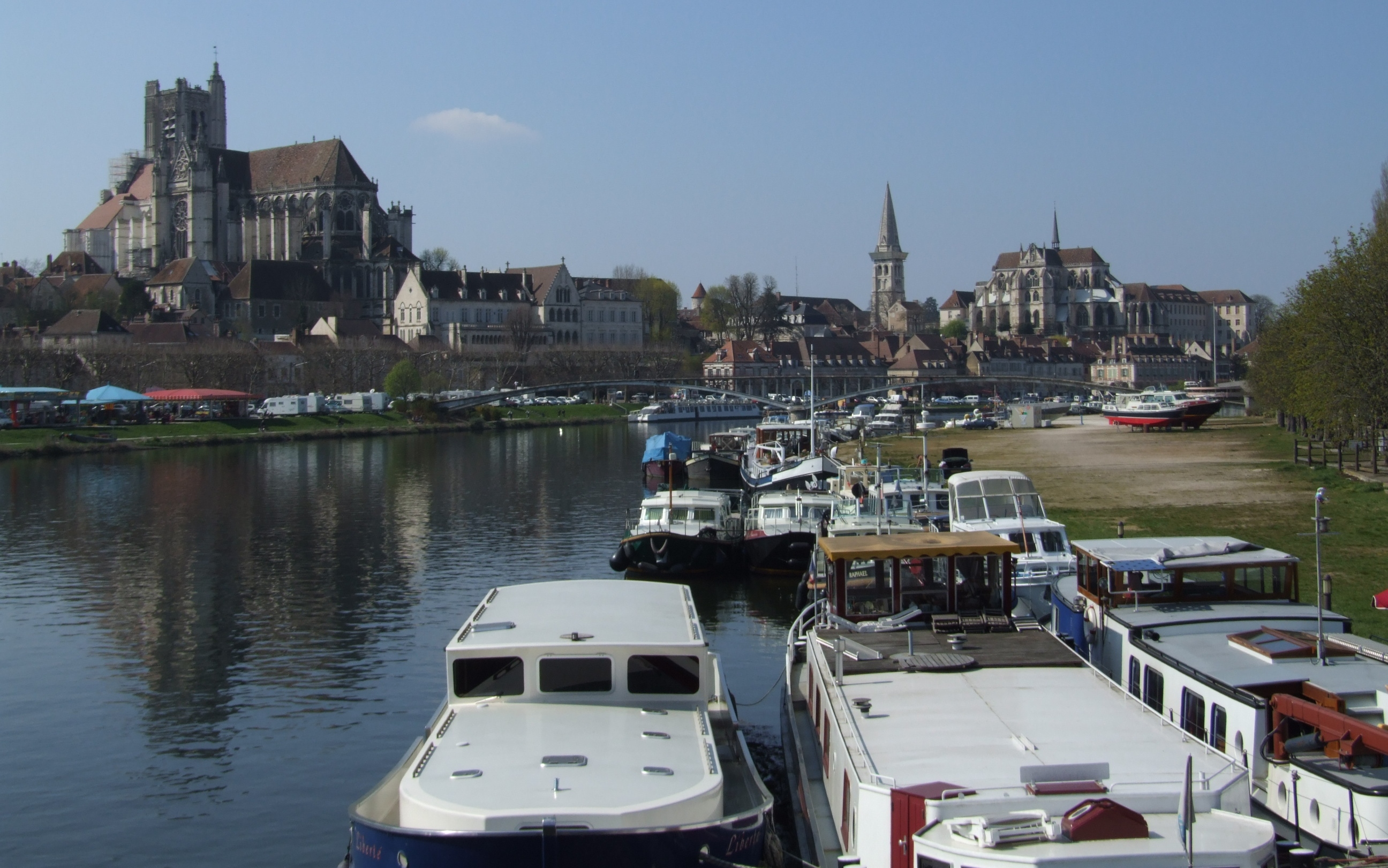
I Auxerre

Yonne räknas som farbar längs en sträcka av 108 km från Auxerre till Montereau. Dess 26 slussar är som minst 93 meter gånger 8.3 meter stora. 
Floden förbinds med Saône medelst kanalen canal de Bourgogne som börjar i  Migennes och till Loire medelst canal du Nivernais som börjar i Auxerre.
Årligen transporteras 1800000 ton varor på Yonne. Det innebar år 2005 ett totalt transportarbete om 134 miljoner ton-kilometer.